# Hellerup Station
Hellerup Station er en jernbanestation i København, der trods navnet er beliggende på Ydre Østerbro og ikke i selve Hellerup. Foruden de lokale S-tog bliver stationen også serviceret af de regionale Kystbanetog.
Stationen er tegnet af V.C.H. Wolf og blev indviet i 22. juli 1863 samtidig med indvielsen af Klampenborgbanen. 1. oktober samme år åbnede strækningen på Nordbanen mellem Hellerup og Lyngby. Syd for Hellerup gik sporene langs den nuværende Ringbane til Ryparken og videre gennem Nørrebro til Københavns Nordbanegård, der lå ved den nuværende Kampmannsgade. Den nuværende strækning på Kystbanen mellem Hellerup og Østerport blev først åbnet i 1897.
Stationen blev anlagt, hvor Nordbanen og Klampenborgbanen skiltes, hvilket var et stykke fra den daværende bymidte ved Strandvejen, og den kom derfor ikke til at danne centrum for byudviklingen, som det ellers ses i mange andre byer. Stationen og dets nabo, posthuset, ligger i Københavns Kommune, og grænsen til Gentofte Kommune går rundt om banearealet.
Perrontaget (ca. 1910) ved spor 2/3 og de tre trappehuse (ca. 1895-1900) ved spor 2/3, 4/5 og 7/8 blev fredet i 2000.

## Busterminal
Fra nord mod syd
- 176 mod Emdrup Torv
- 23 mod Klampenborg st. og mod Valby st.; 171 (ringlinje); 172 (ringlinje)
- 1A mod Avedøre st.
- 21 mod Rødovre st.
- 164 mod Ballerup st.; 192 mod Lyngby st.
- 164 mod Tuborg Havn/Nordhavn; 192 mod Charlottenlund Fort

## Galleri
- Wikimedia Commons har flere filer relateret til Hellerup Station

- Gangbro opført i 2012.
- Overblik fra gangbroen.
- Et af de fredede trappehuse ved spor 4/5.
- Gangtunnellen.
- Stationsbygningen set fra gadesiden.
- Busterminalen, her med linje 1A og 166.

## Antal rejsende
Ifølge Østtællingen var udviklingen i antallet af dagligt afrejsende på Kystbanen:
| År   | Antal | År   | Antal | År   | Antal | År   | Antal |
| ---- | ----- | ---- | ----- | ---- | ----- | ---- | ----- |
| 1984 | -     | 1993 | 954   | 2000 | 1.708 | 2005 | 2.427 |
| 1987 | -     | 1995 | 1.082 | 2001 | 1.797 | 2006 | 2.950 |
| 1990 | -     | 1996 | 1.086 | 2002 | 1.891 | 2007 | 2.402 |
| 1991 | 852   | 1997 | 872   | 2003 | 2.089 | 2008 | 2.513 |
| 1992 | 853   | 1998 | 1.291 | 2004 | 2.667 |      |       |

Ifølge Østtællingen var udviklingen i antallet af dagligt afrejsende med S-tog:
| År   | Antal | År   | Antal | År   | Antal | År   | Antal |
| ---- | ----- | ---- | ----- | ---- | ----- | ---- | ----- |
| 1957 | 8.626 | 1974 | 6.777 | 1991 | 7.612 | 2001 | 6.810 |
| 1960 | 8.098 | 1975 | 6.050 | 1992 | 7.725 | 2002 | 7.302 |
| 1962 | 8.319 | 1977 | 5.283 | 1993 | 7.524 | 2003 | 7.357 |
| 1964 | 8.161 | 1979 | 6.711 | 1995 | 8.097 | 2004 | 7.385 |
| 1966 | 8.154 | 1981 | 7.558 | 1996 | 7.765 | 2005 | 7.467 |
| 1968 | 8.012 | 1984 | 6.697 | 1997 | 8.090 | 2006 | 7.412 |
| 1970 | 8.002 | 1987 | 6.209 | 1998 | 7.811 | 2007 | 7.502 |
| 1972 | 7.575 | 1990 | 6.874 | 2000 | 7.557 | 2008 | 7.359 |